# Һ
O Һ, һ (Shha ou He) é uma letra do alfabeto cirílico, utilizada no bashkir, calmuco, cazaque, lapônico de Quildim, sakha, tártaro, buriate e iacuta. Também foi usado no azeri, antes que o Azerbaijão adotasse oficialmente o alfabeto latino.
O formato da letra é derivado do "H" latino, porém sua forma maiúscula se assemelha mais a um "Ч" (tche) cirílico. 
Seu valor fonêmico é o de uma consoante fricativa glotal surda, representada no alfabeto fonético internacional por [h].
Simplificando: É a equivalência literal da letra H no alfabeto cirílico.